# 제관양식

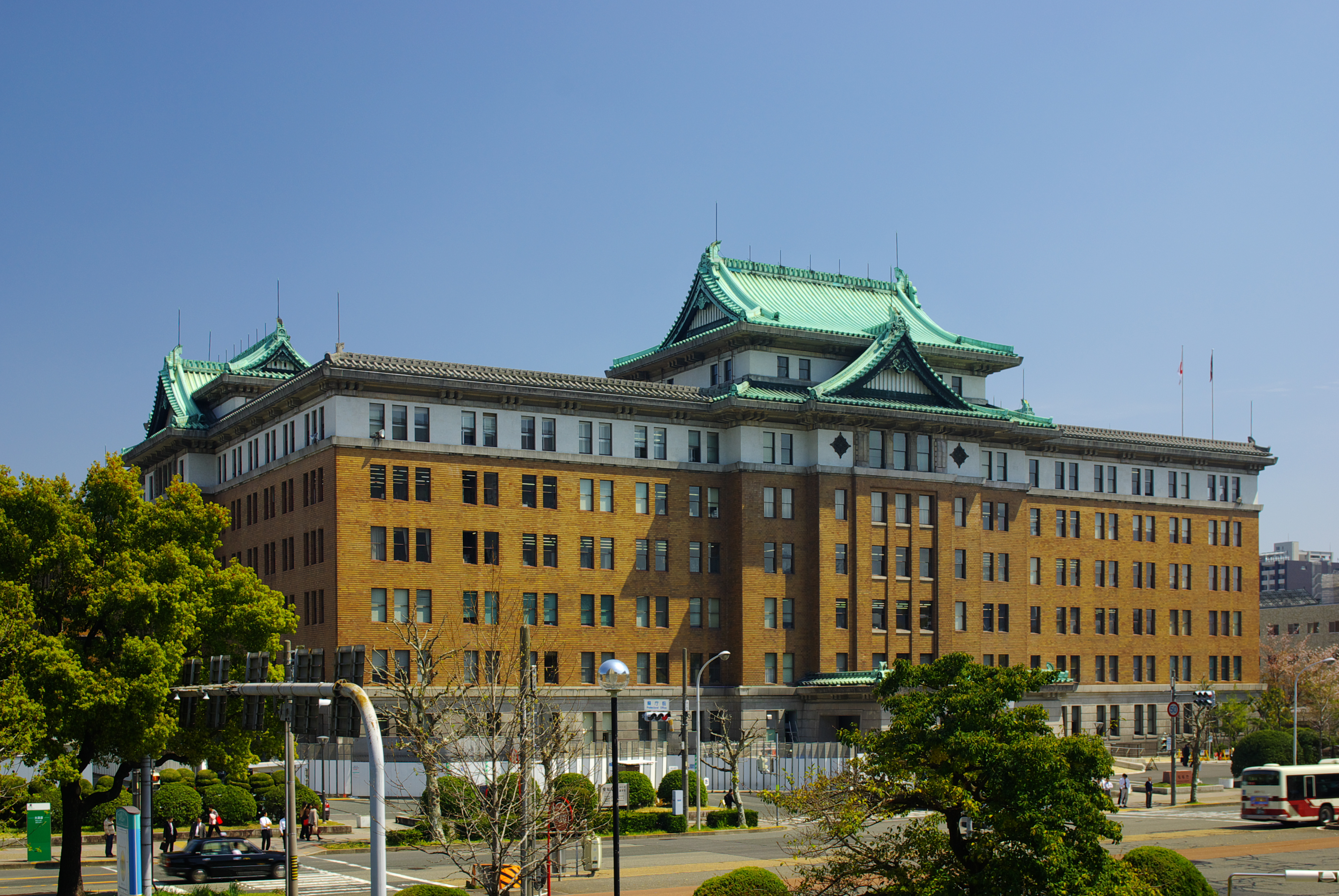
아이치현청사의 모습.

제관양식(일본어: 帝冠様式 테이칸요시키[*])은 1930년대 일본에서 나타난 화양절충건축의 일종이다. 서양식 신고전주의 철근콘크리트조 건물에 동양식 기와지붕을 관처럼 얹어놓은 형태를 하고 있다.
이토 주타, 사노 토시카타, 타케다 고이치 등이 심사원을 맡은 설계경기에서는 양식규정에 일본취미(日本趣味)가 포함되었고, 이런 제관양식 설계가 선발되곤 했다.